# Santon (île de Man)
Pour les articles homonymes, voir Santon.
Santon est une paroisse administrative et insulaire de l’île de Man. Elle s'étend sur environ 21 kilomètres carrés et c'est la plus petite des trois divisions administratives du sheading de Middle après Braddan et Marown. Actuellement le chef ou « capitaine » de la paroisse est Donald James Gelling, ministre principal de l'île de Man.

## Histoire
La division actuelle suit celle de l'ancienne paroisse religieuse dont le nom a varié au cours du temps, puisqu'on le trouve orthographié Sanctain, Santain, Santan et Santon. Le nom provient de celui de l'église paroissiale consacrée à Saint Sanctain qui s'élève sur le site d'une ancienne chapelle (ou Keeill) vieille de 1 500 ans, bien avant donc le départ de Rome d'Augustin de Canterbury et son arrivée à Canterbury. Le nom Sanctain est d'origine irlandaise et une légende fait de ce saint le disciple de Saint Patrick. Il fut évêque de Cell da les (Église des deux forts). En raison d'une confusion entre Santan et St Ann, l'église prit le nom de Sainte Anne au XVIIe siècle et il fallut attendre 1891 pour que cette erreur fût corrigée. 
Le choix du responsable de la cure de Saint Sanctain, comme celle des douze autres cures de l'île, incombe à la couronne britannique. Avant la dissolution des monastères catholiques par le roi Henri VIII d'Angleterre entre 1538 et 1541, elle était du ressort de l'abbé de Rushden. Lorsque le souverain britannique nomme un nouveau vicaire, le lieutenant gouverneur reçoit les documents officiels paraphés par le souverain.  Lors de la messe d'intronisation du nouveau vicaire, il présente ces documents et l'impétrant à l'archevêque du Diocèse de Sodor et Man en  sollicitant la confirmation par l'archevêque du choix de la couronne.

## Limites de la paroisse
La paroisse est bordée au nord par la vallée de la Crogga, avec le quartier de Newtown et la cité récente de Mount Murray. Au sud, elle prend fin juste avant la vallée de Ballalonna et le nouveau pont de Fairy. Les limites maritimes vont de l'embouchure de la Crogga près de Port Soderick au-dessus du cap de Santon, Port Grenaugh et Port Soldrick, jusqu'à l'embouchure du petit Santon, dont le cours est essentiellement à l'extérieur de la paroisse dont il forme la limite nord-ouest (intérieur des terres).  
Petite et aride, la paroisse est surtout connue pour ses falaises escarpées, ses monuments, parfois en ruines, et ses paysages. 
La côte mannoise, notamment les promontoires rocheux d'ardoise au sud, sont jalonnés de ruines d'anciens fortins qui remontent à plus de 2 000 ans. Quatre d'entre eux ont fait l'objet de fouilles et peuvent être visités, notamment celui de Santon, en empruntant le sentier des douaniers. Ils sont tous défendus par un rempart du côté terrestre, et les fouilles réalisées à Cronk ny Merriu ont montré que l'accès au fort se faisait par une porte solidement renforcée.
Les Scandinaves qui arrivèrent sur l'île de Man aux VIIIe et IXe siècles utilisèrent parfois ces fortins de l'âge de fer, recouvrant les anciennes parties d'habitations avec les bâtiments carrés caractéristiques de leur architecture. Il en reste un bel exemple à Cronk ny Merriu qui a servi de base à la construction de la Maison de Manannan (House of Manannan), musée ethnographique qui se trouve dans le port de Peel.